# Contea di Pend Oreille
La contea di Pend Oreille (in inglese Pend Oreille County) è una contea dello Stato di Washington, negli Stati Uniti. La popolazione al censimento del 2000 era di 11 732 abitanti. Il capoluogo di contea è Newport.

## Geografia
La contea si trova nell'estremo nord-est dello Stato al confine con Canada e Idaho. La contea è prevalentemente montuosa. La parte meridionale ospita rilievi ricoperti di boschi e colline e vallate più secche. Il fiume Pend Oreille scorre per tutta la lunghezza della contea. Solo il 36% del territorio è di proprietà privata e circa il 58% appartiene al governo federale. Nella contea si trova anche la Riserva Kalispel.

### Contee e distretti confinanti
- Distretto regionale di Central Kootenay (Columbia Britannica, Canada) - nord
- Contea di Boundary (Idaho) - est
- Contea di Bonner (Idaho) - est
- Contea di Spokane - sud
- Contea di Stevens - ovest

## Storia
Fu l'ultima contea dello Stato a essere creata nel 1911. Il nome deriva da un soprannome dato dai cacciatori franco-canadesi ai nativi locali, che probabilmente indossavano grandi orecchini pendenti.

## Comuni
L'unica city è Newport, il capoluogo.

### Towns
- Cusick
- Ione
- Metaline
- Metaline Falls